# Ken Thomson
Ken Thomson (* 12. Juli 1976 in New York City) ist ein amerikanischer Fusionmusiker (Saxophon, Klarinette, Komposition), der auch als Interpret Neuer Musik tätig ist.

## Wirken
Thomson studierte an der Columbia University Geschichte und Musiktheorie. Zunächst spielte er in dem großformatigen Ensemble Ex Caminos; 1999 gründete er mit mehreren Studienkollegen die Post-Punk/Fusion-Band Gutbucket, mit der er sechs Alben und eine DVD bei den Labeln Knitting Factory, Enja, NRW, Cantaloupe und Cuneiform Records veröffentlichte. 2010 legte er mit seiner Gruppe Slow/Fast ein erstes Album vor, das gute Kritiken erhielt; 2014 folgte in gleicher Besetzung das Album Settle. Mit einem Sextett unter seinem Namen folgte 2018 ein weiteres Album, das mit Ausnahme einer Komposition von György Ligeti nur Eigenkompositionen enthält, die den Jazzhorizont deutlich übersteigen. Er trat in den USA und Europa bei großen Jazzfestivals wie Jazz à Vienne, San Sebastian Jazz Festival, Warsaw Summer Jazz Days und den Jazzfestivals Saalfelden, London, Kopenhagen, Rotterdam und Belgrad auf. 
Thomson hat als Instrumentalist im Ensemble Signal (unter der Leitung von Brad Lubman) mit Komponisten von Helmut Lachenmann bis Steve Reich zusammengearbeitet und deren Werke auf CDs für Harmonia Mundi, Mode, Orange Mountain und Cantaloupe Records interpretiert. Seit 2013 spielt er Klarinette bei den Bang on a Can All-Stars. Thomson war zudem als musikalischer Leiter von Produktionen neuer Musik tätig, beispielsweise 2009 als Regisseur der Traveling Music der Komponistin Julia Wolfe am Konservatorium von Bordeaux. Auch hat er Aufführungen von Brian Enos Music for Airports mit dem Bang on a Can All-Stars, Chor und Gastmusikern von Melbourne bis Buenos Aires dirigiert. Zudem ist er musikalischer Leiter des Asphalt Orchestra – einer 12-köpfigen Marching Band, die sich der Avantgarde verpflichtet hat. 
Als Komponist erhielt er kammermusikalische und sinfonische Aufträge vom American Composers Orchestra, Bang on a Can, dem True/False Film Festival, Doug Perkins, Mariel Roberts und anderen; es folgten Auszeichnungen von New Music USA, ASCAP und Meet the Composer. 21st Century Third Stream nennt er sein Konzept, das „tatsächlich oft wie ein klassisches Kammerensemble erklingt, aber eben auch Sounds und Melodien aufnimmt, die erst in unser Jahrhundert passen. Thomson, bekannt dafür, dass er in Sekundenbruchteilen von einem Genre ins andere zu wechseln vermag, das Energielevel im Handumdrehen von 0 auf 100 bringen kann, Stop-and-Go-Passagen auf verblüffendste Art und Weise in seine Stücke einzuflechten weiß, ist ein Garant für Musik voller Hochspannung, Intensität und exquisiter Güte.“

## Diskographische Hinweise
- Ken Thomson and Slow/Fast It Would Be Easier if (Intuition 2010, mit Russ Johnson, Nir Felder, Adam Armstrong, Fred Kennedy sowie Melanie T. Sehman)
- Ken Thomson/JACK Quartet Thaw (Cantaloupe 2013, mit Ari Streisfeld, Christopher Otto, John Pickford Richards, Kevin McFarland)
- Restless (Cantaloupe 2016, mit Ashley Bathgate (Cello), Karl Larson (Piano))
- Sextet (Panoramic Recordings 2018, mit Anna Webber, Russ Johnson, Alan Ferber, Adam Armstrong, Daniel Dor)